# خوسيه إيرين ألفاريز راموس
خوسيه إيرين ألفاريز راموس (بالإسبانية: José Irene Álvarez Ramos)‏ هو سياسي مكسيكي، ولد في 26 يناير 1955 في المكسيك. حزبياً، نشط في حزب العمل الوطني. وقد انتخب عضو مجلس النواب المكسيك.